# Militärkommando Sydöst (Brasilien)
Militärkommando Sydöst  (pt: Comando Militar do Sudeste) är ett av Brasiliens åtta militärkommandon (ungefär motsvarande militärområde). Militärkommandot omfattar bara delstaten São Paulo och är därmed både det minsta och det mest tätbefolkade. Underställt militärkommando Sydöst är 2:a militärregionen (2ª Região Militar) som ansvarar för fredsorganisationen samt 11:e och 12:e lätta infanteribrigaderna och Arméflygkommandot som utgör insatsförbanden.
11:e lätta infanteribrigaden är specialiserade på strid i bebyggelse och upprätthållande av allmän ordning. Det sistnämnda är vanligen ett uppdrag för polisen och inte militären, men Brasilien har en historia av att sätta in militärförband mot organiserad brottslighet i favelorna. Utbildning på området bedrivs av ”Centret för upprätthållande av lag och ordning” (Centro de Instrução de Operações de Garantia da Lei e da Ordem) i Campinas.
12:e lätta infanteribrigaden är luftburen och kan med hjälp av arméflygkommandots båda arméflygbataljoner snabbt sättas in över ett stort område.

## Organisation

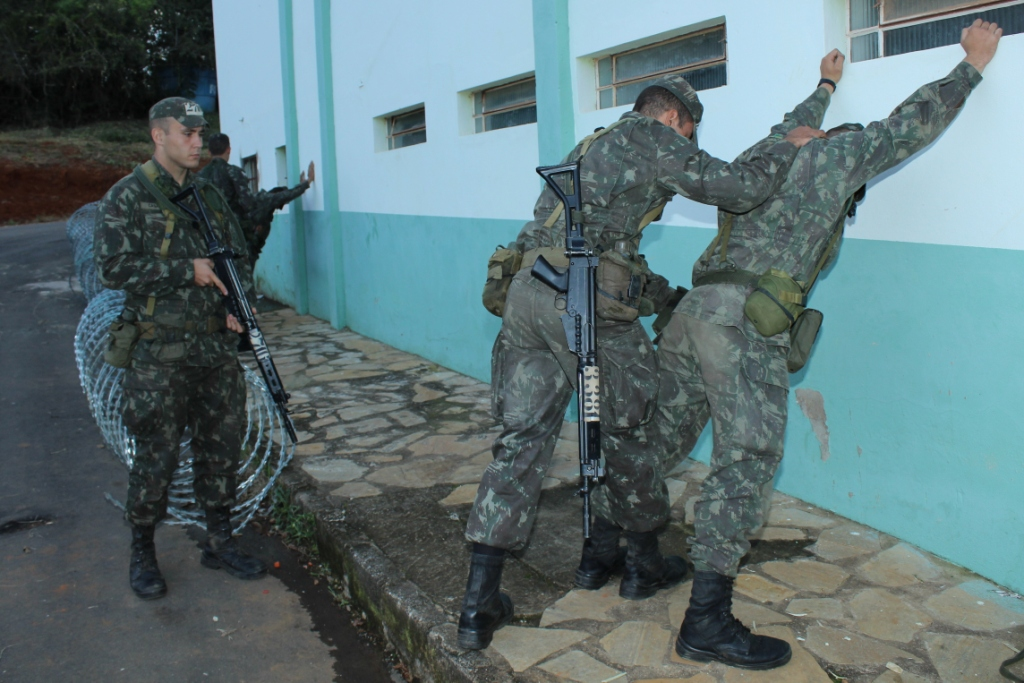
Soldater genomgår utbildning i ”operationer för upprätthållande av lag och ordning”.

Militärkommando Sydöst (Comando Militar do Sudeste) – São Paulo
 2:a militärregionen (2ª Região Militar) – São Paulo
 Militärsjukhuset i São Paulo (Hospital Militar de Área de São Paulo) – São Paulo
 2:a transportkompaniet (2ª Companhia de Transportes) – São Paulo
 4:e inskrivningskontoret (4ª Circunscrição do Serviço Militar) – São Paulo
 5:e inskrivningskontoret (5ª Circunscrição do Serviço Militar) – Ribeirão Preto
 6:e inskrivningskontoret (6ª Circunscrição do Serviço Militar) – Bauru
 14:e inskrivningskontoret (14ª Circunscrição do Serviço Militar) – Sorocaba
 21:a underhållsdepån (21º Depósito de Suprimento) – São Paulo
 22:a underhållsdepån (22º Depósito de Suprimento) – Barueri
 2:a armédivisionen (2ª Divisão do Exército) – São Paulo
 11:e lätta infanteribrigaden (11ª Brigada de Infantaria Leve) – Campinas
 13:e mekaniserade kavalleriregementet (13º Regimento de Cavalaria Mecanizado) – Pirassununga
 4:e mekaniserade infanteribataljonen (4º Batalhão de Infantaria Mecanizado) – Osasco
 28:e mekaniserade infanteribataljonen (28º Batalhão de Infantaria Mecanizado) – Campinas
 37:e mekaniserade infanteribataljonen (37º Batalhão de Infantaria Mecanizado) – Lins
 2:a fältartillerigruppen (2º Grupo de Artilharia de Campanha) – Itu
 2:a logistikbataljonen (2º Batalhão Logístico) – Campinas
 2:a mekaniserade sambandskompaniet (2ª Companhia de Comunicações Mecanizada) – Campinas
 11:e mekaniserade pionjärkompaniet (11ª Companhia de Engenharia de Combate Mecanizada) – Pindamonhangaba
 Centret för upprätthållande av lag och ordning (Centro de Instrução de Operações de Garantia da Lei e da Ordem) – Campinas
 12:e flygburna infanteribrigaden (12ª Brigada de Infantaria Leve (Aeromóvel)) – Caçapava
 1:a lätta kavalleriskvadronen (1º Esquadrão de Cavalaria Leve) – Valença
 2:a lätta infanteribataljonen (2º Batalhão de Infantaria Leve) – São Vicente
 5:e lätta infanteribataljonen (5º Batalhão de Infantaria Leve) – Lorena
 6:e lätta infanteribataljonen (6º Batalhão de Infantaria Leve) – Caçapava
 20:e lätta fältartillerigruppen (20º Grupo de Artilharia de Campanha Leve) – Barueri
 22:a lätta logistikbataljonen (22º Batalhão Logístico Leve) – Barueri
 5:e lätta luftvärnsbatteriet (5ª Bateria de Artilharia Antiaérea Leve) – Osasco
 12:e lätta sambandskompaniet (12ª Companhia de Comunicações Leve) – Taubaté
 12:e lätta pionjärkompaniet (12ª Companhia de Engenharia de Combate Leve) – Pindamonhangaba
 1:a luftvärnsbrigaden (1ª Brigada de Artilharia Antiaérea) – Guarujá
 1:a luftvärnsgruppen (1º Grupo de Artilharia Antiaérea) – Rio de Janeiro
 2:a luftvärnsgruppen (2º Grupo de Artilharia Antiaérea) – Praia Grande
 3:a luftvärnsgruppen (3º Grupo de Artilharia Antiaérea) – Caxias do Sul
 4:a luftvärnsgruppen (4º Grupo de Artilharia Antiaérea) – Sete Lagoas
 11:a luftvärnsgruppen (11º Grupo de Artilharia Antiaérea) – Brasília
 Arméflygkommandot (Comando de Aviação do Exército) – Taubaté
 1:a arméflygbataljonen (1º Batalhão de Aviação do Exército) – Taubaté
 2:a arméflygbataljonen (2º Batalhão de Aviação do Exército) – Taubaté
 Arméflygets underhållsbataljon (Batalhão de Manutenção e Suprimento de Aviação do Exército) – Taubaté
 Arméflygets sambandskompani (Companhia de Comunicações de Aviação do Exército) – Taubaté
 Arméflygskolan (Centro de Instrução de Aviação do Exército) – Taubaté
 Arméflygbasen i Taubaté (Base de Aviação de Taubaté) – Taubaté
 2:a gardesbataljonen (2º Batalhão de Guardas) – São Paulo
 2:a pionjärbataljonen (2º Batalhão de Engenharia de Combate) – Pindamonhangaba
 2:a armépolisbataljonen (2º Batalhão de Polícia do Exército) – Osasco
 8:e armépolisbataljonen (8º Batalhão de Polícia do Exército) – São Paulo
 3:e underrättelsekompaniet (3ª Companhia de Inteligência) – São Paulo